# Tercera División Provincial del Callao
La Tercera División Provincial del Callao, se funda el 1 de abril de 1932. Es la categoría inferior a la Segunda División Provincial de Fútbol del Callao, durante 1932 hasta 1940. Desaparece durante los años 1941 al 1950, con la creación de la Liga Regional de Lima y Callao. Finalmente, retorna en funciones hasta el año 1974.

## Historia
La Tercera División Provincial del Callao, se funda el 1 de abril de 1932. Se forma con la mayoría de equipos del primer puerto, que se apartaron del torneo organizado por la FPF y así formando su propia liga provincial. El campeonato chalaco, en ese entonces se dividía en: primera división, división intermedia, segunda división y tercera división (primera, segunda, tercera y cuarta categoría respectivamente). No obstante, la Primera División Provincial del Callao, pasa a ser una categoría inferior a la División de Honor, creado en el año 1936. 
Se produce la fusión de las ligas provinciales de Lima y Callao, naciendo la Liga Regional de Lima y Callao. Este modelo de campeonato se mantuvo vigente desde 1941 al 1950. Sin embargo, la Tercera División Provincial del Callao quedó suspendido en ese lapso de tiempo. Luego, en el año de 1951, se restablece la Tercera División Provincial del Callao. Adicionalmente, pasó a ser la tercera categoría del campeonato provincial chalaco. Con la aparición de las ligas distritales, fue perdiendo relevancia y la reducción de equipos.
Finalmente, la Tercera División Provincial del Callao, se mantiene vigente hasta el año 1974.  

## Formato
La estructura del fútbol chalaco de 1932 hasta 1940, se planteó de la siguiente forma:
- Primera División Provincial del Callao, Primera Categoría
- División Intermedia, Segunda Categoría
- Segunda División Provincial del Callao o Segunda Amateur, Tercera Categoría
- Tercera División Provincial del Callao o Tercera Amateur, Cuarta Categoría

A su vez, todas estaban debajo en jerarquía, con la aparición de la división de honor.
La modifica la estructura del fútbol chalaco entre los periodos 1951 hasta 1974, de la siguiente manera:
- Primera División Provincial del Callao, Primera Categoría (Entre 6 a 10 equipos)
- Segunda División Provincial del Callao, Segunda Categoría (Entre 10 a 16 equipos)
- Tercera División Provincial del Callao, Tercera Categoría (Entre 12 a 18 equipos)

A su vez, todas estaban debajo en jerarquía, con la aparición de la división de honor.

## Torneos

### Cuarta Categoría 1932 al 1940
| Año       | Campeón                                    | Subcampeón                                 |
| --------- | ------------------------------------------ | ------------------------------------------ |
| 1932      | Atlético Deportes Colón                    | Boca Juniors Callao                        |
| 1933      | Real Felipe                                |                                            |
| 1934      | Atlético Bilis                             | Sportivo Águila                            |
| 1935–1940 | No hubo torneo.                            | No hubo torneo.                            |
| 1941–1950 | Se jugó la Liga Regional de Lima y Callao. | Se jugó la Liga Regional de Lima y Callao. |

### Tercera Categoría 1951 al 1974
| Año  | Campeón             | Subcampeón        |
| ---- | ------------------- | ----------------- |
| 1951 |                     |                   |
| 1952 | Sport Dinámico      | Francisco Pizarro |
| 1953 | Unidad Vecinal Nº 3 | Francisco Pizarro |
| 1954 | Porteño             | Cultura y Amistad |
| 1955 | Deportivo Vigil     |                   |
| 1956 | Alianza Callao      | México            |
| 1957 | Once Amigos Unión   | Callao Longo Club |
| 1958 |                     |                   |
| 1959 |                     |                   |
| 1960 |                     |                   |
| 1961 | Barcelona Miramar   | Unión Estibadores |
| 1962 |                     |                   |
| 1963 |                     |                   |
| 1964 |                     |                   |
| 1965 |                     |                   |
| 1966 |                     |                   |
| 1967 |                     |                   |
| 1968 |                     |                   |
| 1969 |                     |                   |
| 1970 |                     |                   |
| 1971 |                     |                   |
| 1972 |                     |                   |
| 1973 | Barrio Fiscal Nº 2  |                   |
| 1974 | Deportivo ENAMM     | Marco Polo        |